# 坂平文博
坂平 文博（さかひら ふみひろ）は、兵庫県出身の日本の社会システム科学者・情報学者。大阪工業大学情報科学部データサイエンス学科准教授。博士（工学）（東京工業大学）。日本経営システム学会関西支部運営委員。元日本学術振興会特別研究員（DC2）、元国立歴史民俗博物館特別共同利用研究員。
専門は、社会システム科学・計算社会科学（特にマルチエージェントシミュレーション、エージェント・ベース・モデリング）、マーケティング科学・経営科学、データマイニング・知能情報学（文化情報・災害情報）、プログラミング（特にRなど）。

## 経歴
2003年名古屋大学大学院人間情報学研究科社会情報学専攻修士課程修了、修士（学術）。のちに、東京工業大学大学院総合理工学研究科知能システム科学専攻博士後期課程修了、博士（工学）。日本学術振興会特別研究員（DC2）、国立歴史民俗博物館特別共同利用研究員などを経験後、構造計画研究所にて、社会システム科学・計算社会科学の研究に従事。2018年東京大学経済学部非常勤講師、同志社大学大学院文化情報学研究科非常勤講師などを経て、2021年大阪工業大学情報科学部データサイエンス学科准教授。
主な所属学会は、日本人類学会、日本災害情報学会、人工知能学会、日本経営システム学会など。
また、社会人向け「AIデータサイエンス・リカレント教育プログラム」（2021年度から大阪工業大学大学院情報科学研究科で開講）で、講師も担当している。

## 主な著書
- プロ野球「熱狂」のメカニズム: ファン行動とマネジメントの計算社会科学（分担執筆、東京大学出版会2021）
- プロ野球「熱狂」の経営科学: ファン心理とスポーツビジネス（分担執筆、東京大学出版会2016）
- artisocで始める歩行者エージェントシミュレーション 原理・方法論から安全・賑わい空間のデザイン・マネジメントまで - 人工社会の可能性3（分担執筆、書籍工房早山2010）

## 主な研究
- エージェント・ベース・モデリングによる人類学・考古学の仮説生成に関する研究（文化情報学）
- 消費者購買行動におけるマルチエージェントシミュレーションの適用（マーケティング・経営科学）
- 不確実な社会（VUCA）を解くには - マルチエージェントと最適化（社会システム科学）
- 防災分野における人流シミュレーションの必要性，課題，展望
- 機械学習を用いた災害連関図の自動作成手法の検討